# T Cephei

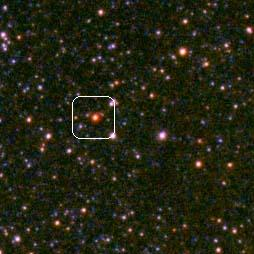
T Cephei, estrela variável extremamente vermelha de tipo espectral M, na caixa.

T Cephei é uma estrela gigante vermelha da constelação de Cepheus, a uma distância de 685,22 anos-luz da Terra.
É uma variável de tipo Mira extremamente vermelho, cujo distintivo brilho varia entre 5,40 e 10,9 magnitude em cerca de 388,1 dias. É uma estrela de classe espectral M, cujo raio é 540 vezes maior que o nosso Sol.
Reunião coordenadas: Lat: ° 88,346, Long: -47,756 ° o seu velocidade de rotação: 20 km/s e radial de -3.4 km/s.